# 배설관
배설관(排泄管), 배출관(排出管), 신관(腎管, 영어: nephridium)은 척추동물의 콩팥과 비슷한 기능을 수행하는, 한 쌍으로 발견되는 무척추동물의 장기이다.
환형동물·연체동물 및 절지동물의 갑각류 등에서 볼 수 있는 배설 기관이다. 지렁이는 각 체절마다 1쌍의 신관이 있어서, '체절기(體節器)'라고도 불린다. 신관은 긴 관 모양으로, 안쪽의 끝은 신구로 되어 체강에 열려 있고, 바깥쪽 끝은 외부에 열려 있다.   혈관에서 체강 내로 분비된 암모니아나 요소 등의 배설물은 나팔 모양으로 벌어진 신구에 나 있는 섬모의 물결 운동으로 모아지는데, 이것은 신구에 이어지는 구부러진 세관(배출관)을 통하여 몸 밖으로 열려 있는 배출공으로 배출된다,  지렁이의 체절기는 신관 중에서 가장 보편적인 형에 속하고, 연체동물 조개류(부족류)의 보야누스기, 문어·오징어의 신낭, 갑각류의 새선, 촉각선 등의 배설기는 모두 신관이 변형된 것으로, 기본적으로는 지렁이의 체절기와 같은 구조를 지니고 있다.

## 원신관
원신관(原腎管)은 다세포 동물에서 볼 수 있는 가장 원시적인 배설 기관으로, 편형동물·유형동물·윤형동물 등에서 볼 수 있다. 이것은 몸의 좌우로 뻗어 있는 주된 관에서 나뭇가지 모양의 가는 관이 몸의 곳곳에 분포하고 있다.   그 관의 끝에는 불꽃 세포가 있는데, 여기에서 노폐물을 걸러 세관에 이어지는 배설공으로 배출한다. 불꽃 세포는 깔때기 모양으로 퍼진 큰 세포로, 그 안에는 신축성이 있는 편모의 다발이 있어서, 그 운동으로 노폐물이 세관 내로 유도되는데, 편모 다발의 운동이 마치 불꽃이 흔들리는 것처럼 보인다고 하여 불꽃 세포라 불린다.